# José Antonio Gelado
José Antonio Gelado (Valencia, 25 de marzo de 1970) es un periodista y locutor español. Es creador del primer pódcast en español.

## Trayectoria profesional
Estudió periodismo en la Universidad Pontificia de Salamanca y continuó en la Universidad Complutense de Madrid. 
Desde 1992 ha estado vinculado a los medios de comunicación tratando temas relacionados con los ordenadores, Internet, las Nuevas Tecnologías y la cultura de la participación/colaboración.De 1996 a 2003 realizó –junto a Mara Torres– Don Ratón, programa de radio sobre informática, juegos y noticias  en Cadena Ser Madrid.Ha trabajado también para Cadena Cope y fue responsable de la Red Codesal.com.
En 2004, Gelado comenzó a investigar sobre los diferentes formatos de audio que estaban surgiendo en países anglosajones, prestando especial atención a los "diarios sonoros que funcionaban de forma similar a los blogs pero que en lugar de textos se basaban en audio".El 18 de octubre de 2004 comenzó a emitir Comunicando, el primer podcast en español.Su contenido versaba sobre nuevas tecnologías y la cibercultura. La música utilizada estaba toda bajo licencia Creative Commons y contaba con 50 minutos de duración, periodicidad semanal y "se podía participar enviando un mensaje en MP3 de un minuto aproximadamente". "Su objetivo era ofrecer contenido de audio de forma sindicada que rompiera las rígidas estructuras de la radio". Fue el primer podcast en español y un año más tarde se alcanzaban los 208 podcast en este idioma.
El 13 de mayo de 2005, J.A.Gelado inició y coordinó junto con otros podcasters la Comunidad de podcast en castellano, Podcastellano,con los objetivos de difundir el podcasting en español mediante foros, noticias, documentación y un directorio.
Desde entonces, Gelado trabaja como creador, realizador y asesor de podcasts.

## Obras
- Libro La Blogosfera Hispana, Capítulo "De los blogs al podcasting. ¿Continuidad o disrupción?", 2006, Publicado por Fundación France Télécom.[10]
- Libro Web 2.0, Manual (no oficial) de uso, Capítulo 4: "Cómo producir un podcast", 2007, Publicado por ESIC.[11]
- Libro El futuro es tuyo (Blogbook), Capítulo "El podcasting como canal de comunicación personal", 2008.[12]

## Premios
- Mejor Podcast (2006) por Comunicando en los Premios 20blogs, organizados por el diario 20 Minutos.[4][13]
- Mejor Podcast Independiente (2008-2009) por Comunicando en los European Podcast Awards.[14]
- Premio Honorífico (2012) por Asociación Podcast.[15]